# Дам Мари (Ер)
Дам Мари (фр. Dame-Marie) насеље је и општина у северној Француској у региону Горња Нормандија, у департману Ер која припада префектури Евре.
По подацима из 2011. године у општини је живело 99 становника, а густина насељености је износила 8,7 становника/km². Општина се простире на површини од 11,38 km². Налази се на средњој надморској висини од 177 метара (максималној 179 m, а минималној 163 m).

## Демографија
| 1962. | 1968. | 1975. | 1982. | 1990. | 1999. | 2011. |
| ----- | ----- | ----- | ----- | ----- | ----- | ----- |
| 92    | 102   | 71    | 71    | 69    | 89    | 99    |

График промене броја становника у току последњих година